# Чапле (Свецький повіт)
Чапле (пол. Czaple, нім. Groß Zappeln) — село в Польщі, у гміні Швеці Свецького повіту Куявсько-Поморського воєводства.
Населення — 281 особа (2011).
У 1975-1998 роках село належало до Бидгощського воєводства.

## Демографія
Демографічна структура станом на 31 березня 2011 року:
|          | Загалом | Допрацездатний вік | Працездатний вік | Постпрацездатний вік |
| -------- | ------- | ------------------ | ---------------- | -------------------- |
| Чоловіки | 136     | 25                 | 101              | 10                   |
| Жінки    | 145     | 36                 | 83               | 26                   |
| Разом    | 281     | 61                 | 184              | 36                   |